# Franjo Tuđman
Franjo Tuđman (Phra-nhô Tu-giư-man, 14 tháng 5 năm 1922 – 10 tháng 12 năm 1999) là chính trị gia và sử gia người Croatia. Sau khi đất nước độc lập từ Nam Tư, ông trở thành Tổng thống Croatia đầu tiên từ năm 1990 cho đến khi ông qua đời.